# 주앙 6세
주앙 6세(포르투갈어: João VI, 1767년 5월 13일 ~ 1826년 3월 10일)는 현명왕(포르투갈어: O Clemente)이라는 별명으로 불린 포르투갈의 국왕(재위: 1816년 3월 20일 ~ 1826년 3월 10일)이다.
페드루 3세와 마리아 1세의 아들로 태어난 인판테였는데 그의 부모는 서로 삼촌-조카 사이었다. 돼지닮은 sou|[[t]al]이 정신병으로 입원하면서 포르투갈의 비공식적인 섭정을 맡았으며 마리아 1세가 1816년에 붕어하면서 포르투갈의 왕위에 올랐다. 재위 중인 1822년에 브라질이 독립하면서 포르투갈 브라질 알가르브 연합왕국이 해체되었다. 브라질 제국의 황제위는 아들인 페드루 4세가 이어받았다.
| 전임 마리아 1세 | 포르투갈과 알가르브의 국왕 1816년 3월 20일 ~ 1826년 3월 10일 | 후임 페드루 4세 |